# Piercolias coropunae
Piercolias coropunae är en fjärilsart som först beskrevs av Dyar 1913.  Piercolias coropunae ingår i släktet Piercolias och familjen vitfjärilar. Inga underarter finns listade i Catalogue of Life.